# Simon Langton (archevêque)
Simon Langton († 1248) est un ecclésiastique anglais élu archevêque d'York et ensuite devenu archidiacre de Cantorbéry.

## Biographie
Il était le frère de Étienne Langton, qui devint archevêque de Cantorbéry en 1207. Un autre frère, Walter, était chevalier et a participé à la croisade des Albigeois. Lorsqu'il mourut sans enfant en 1234, Simon se retrouva avec les terres et ses dettes substantielles. Il est probable qu'il ait étudié à Paris, où son frère était un instructeur réputé. 
En juillet 1215, il a été élu comme archevêque d'York. Le roi Jean avait souhaité la sélection de Walter de Gray, chancelier de John et évêque de Worcester. Cependant, les chanoines d'York ont estimé que Gray n'a pas eu la bonne éducation et ont choisi Langton à la place. Le roi a objecté et a écrit au pape Innocent III pour se plaindre de l'élection du frère de l'un de ses plus féroces ennemis. Langton s'était déjà vu interdire l'accès au poste d'archevêque et, en conséquence, l'élection a été annulée par le pape le 20 août 1215. Langton a ensuite rejoint l'invasion de l'Angleterre par le prince Louis de France en 1215 et a agi en tant que chancelier de Louis, contre la volonté expresse du pape. Pour cette raison, en 1216 il fut excommunié. Il a finalement été absous et a été nommé fonctionnaire de la cour papale et autorisé à tenir une prébende en France.  
Le 14 mai 1227, Langton a été nommé archidiacre de Cantorbéry et a exercé ces fonctions jusqu'à sa mort, en 1248. En janvier 1235, il fut employé par le roi d'Angleterre Henri III pour négocier le renouvellement de la trêve avec la France. Il a également représenté l'archevêque Edmond Rich d'Abingdon à Rome à plusieurs reprises. Outre le renouvellement du traité de paix, Langton représenta le roi Henri III dans de nombreuses missions diplomatiques. Il était un patron des franciscains en Angleterre et a laissé sa bibliothèque à l'Université de Paris.